# 1905年3月6日日食
1905年3月6日日食是一次日環食，發生於1905年3月6日（西半球的日偏食區域大多為3月5日）。新月當天（即朔日），地球上觀測到月球和太阳的角距離極小，此時月球如果恰好在月球交點附近，穿過太阳和地球之間，與地球、太阳接近一直線，則會出現日食。月球穿過太阳和地球之間，但距地球較遠，本影未能接觸地表，而使偽本影覆蓋的區域內看到月球的角直徑小於太陽，就形成日環食，同時在偽本影兩側數千公里的半影範圍內形成日偏食。此次日環食經過了赫德島和麥克唐納群島、澳大利亚、新喀里多尼亞、新赫布里底，日偏食則覆蓋了非洲東南部、馬來群島東南半部、澳大拉西亞及周邊部分地區。

## 日食概況

### 出現區域
印度洋西南部、愛德華王子群島西南約720公里的洋面在日出時最先看到日環食，此後月球偽本影向東移動，覆蓋了赫德島和麥克唐納群島（今澳大利亚海外領地），逐漸轉向東北，在澳大利亚西澳大利亚州以南約480公里的洋面達到最大食分。此後偽本影繼續向東北斜貫澳大利亚，覆蓋了新喀里多尼亞和新赫布里底（今瓦努阿图）的部分島嶼後在日落時分結束於富图纳岛東北約280公里的。環食帶均在國際日期變更線以西，在3月6日看到日食。
偽本影經過的陸地依次包括：
- 赫德島和麥克唐納群島（今澳大利亚海外領地）；
- ：擦過西澳大利亚州東南部，自西南向東北斜貫南澳大利亚州（含今北領地極東南角）和昆士蘭州；
- 新喀里多尼亞：舍斯特菲耶爾德群島（英语：Chesterfield Islands）、北部省中北部、博唐-博普雷環礁（法语：Île Beautemps-Beaupré）、烏韋阿島、利富島北部；
- 新赫布里底（今瓦努阿图）：謝潑德群島中的通戈瓦島南部，及全境位於其以南的所有島嶼，其中维拉港（今瓦努阿图首都）是該次環食帶內唯一首都或首府。[3][4]

除了上述狹窄的環食帶內能看到日環食之外，月球半影覆蓋範圍內都能看到日偏食，包括非洲東南部、馬來群島東南半部、澳大拉西亞、美拉尼西亚島群、密克羅尼西亞島群南部、南极洲靠近印度洋的約三分之二。其中絕大部分在3月6日看到日食，大洋洲位於國際日期變更線以東的部分在3月5日看到日偏食。而南极洲無確定使用的时区，或在3月6日，或在3月5日，部分處於極晝的區域日偏食從3月5日深夜持續到3月6日凌晨。

### 基本參數
- 類型：日環食
- 食甚中心處（位於澳大利亚西澳大利亚州以南約480公里的南印度洋）資料：
  - 時間：1905年3月6日5:12:21.8
  - 地點：39°30.9′S 117°24.2′E / 39.5150°S 117.4033°E
  - 食分：0.9269（環食帶內最大）
  - 日環食持續時間：7分57.8秒

## 相關的日食

### 1902-1906年的日食
月球交替位於相對的月球交點時，以半個交點年（食年），即約177天又4小時間隔出現下列日食。
註：1902年5月7日和1902年10月31日的日偏食屬於上一組交點年系列。1906年7月21日的日偏食屬於下一組交點年系列。
| 降交點   | 降交點                   |          | 升交點                   | 升交點 |
| 沙羅周期 | 地圖                     | 沙羅周期 | 地圖                     |        |
| 108      | 1902年4月8日 偏食（北）  |          |                          |        |
| 118      | 1903年3月29日 環食       | 123      | 1903年9月21日 全食       |        |
| 128      | 1904年3月17日 環食       | 133      | 1904年9月9日 全食        |        |
| 138      | 1905年3月6日 環食        | 143      | 1905年8月30日 全食       |        |
| 148      | 1906年2月23日 偏食（南） | 153      | 1906年8月20日 偏食（北） |        |

### 沙羅周期
沙羅周期長度為18年11天。本次日食屬於沙羅周期138，共包含70次日食，依次為1472年6月6日至1580年8月10日的7次日偏食、1598年8月31日至2482年2月18日的50次日環食、2500年3月1日的1次全環食（亦稱混合食）、2518年3月12日至2554年4月3日的3次日全食、2572年4月13日至2716年7月11日的9次日偏食，總共歷時1244.08年。其中最長的全食發生於2554年4月3日，共持續56秒。
下表列舉了1901年至2100年間發生的屬於該周期的日食，是第25至35次：
| 25            | 26            | 27            |
| ------------- | ------------- | ------------- |
| 1905年3月6日  | 1923年3月17日 | 1941年3月27日 |
| 28            | 29            | 30            |
| 1959年4月8日  | 1977年4月18日 | 1995年4月29日 |
| 31            | 32            | 33            |
| 2013年5月10日 | 2031年5月21日 | 2049年5月31日 |
| 34            | 35            |               |
| 2067年6月11日 | 2085年6月22日 |               |

## 資料來源
1. ↑  樊忠玉. . 中国天文科普网.   [2016-04-06]. （原始内容存档于2014-09-17）.
2. 1 2  Fred Espenak. . NASA Eclipse Web Site.   [2016-04-06]. （原始内容存档于2020-10-20）.（英文）
3. ↑  Fred Espenak. . NASA Eclipse Web Site.   [2016-04-06]. （原始内容存档于2020-10-23）.（英文）
4. ↑  Xavier M. Jubier. .   [2016-04-06]. （原始内容存档于2019-08-28）.（法文）（英文）
5. ↑  Fred Espenak. . NASA Eclipse Web Site.   [2016-04-06]. （原始内容存档于2017-12-28）.（英文）
6. ↑  Fred Espenak. . NASA Eclipse Web Site.（英文）

## 外部連結
- NASA日食專頁（页面存档备份，存于）（英文）
- 可見區域圖和時間統計：由弗雷德·埃斯佩纳克做出的日食預報，NASA/GSFC
  - Google互動地圖呈現的日食範圍
  - 貝塞爾元素
- Google地圖顯示的日環食和日偏食範圍（页面存档备份，存于）（法文）（英文）

| \| \| 日食 \|                            |                             |                                           |
| 上一次日食： 1904年9月9日日食 （日全食） | 1905年3月6日日食 （日環食） | 下一次日食： 1905年8月30日日食 （日全食） |
| 上一次日環食： 1904年3月17日日食         | 1905年3月6日日食 （日環食） | 下一次日環食： 1907年7月10日日食          |
|                                          | 日食                        |                                           |